# Georg Christian Lehms
Georg Christian Lehms est un poète allemand, aussi connu sous le pseudonyme Pallidor. Il est né à Liegnitz (aujourd'hui Legnica, en Pologne) en 1684, mort le 15 mai 1717 à Darmstadt

## Biographie
Lehms fréquenta le lycée de Görlitz et étudia ensuite à l'université de Leipzig. Il va à la cour ducale de Saxe-Weissenfels avant d'être nommé poète et bibliothécaire de la cour de Darmstadt fin 1710 puis conseiller du Prince vers la fin 1713. Dans cette position, il a écrit un grand nombre de textes de cantates composées par le maître de chapelle Christoph Graupner et son assistant Gottfried Grünewald. Lehms est mort jeune de la tuberculose.

## Œuvres
D'après le dictionnaire encyclopédique Teutschlands galante Poetinnen qui le fit connaître, il a écrivit des romans « galants », des livrets d'opéra et plusieurs cantates pour le Hofgottesdienste de Darmstadt.
- Das singende Lob Gottes, in einem Jahrgang andächtiger und Gottgefälliger Kirch-Music. Darmstadt: Johann Georg John, 1712
- Teutschlands galante Poetinnen. 2 Tle., Frankfurt/Main: Samuel Tobias Hocker, 1714-15 (réimpression Darmstadt 1966 et Leipzig 1973)
- Die unglückselige Princessin Michal. Hannover: Nicolaus Förster, 1707
- Der weise König Salomo, in einer Staats- und Helden-Geschichte. Hamburg und Leipzig: Johann von Wiering, 1712

## Cantates de Bach avec des textes de Lehms
- Meine Seufzer, meine Tränen (BWV 13)
- Herr Gott, dich loben wir (BWV 16)
- Liebster Jesu, mein Verlangen (BWV 32)
- Geist und Seele wird verwirret (BWV 35)
- Widerstehe doch der Sünde (BWV 54)
- Selig ist der Mann (BWV 57)
- Unser Mund sei voll Lachens (BWV 110)
- Süßer Trost, mein Jesus kömmt (BWV 151)
- Vergnügte Ruh, beliebte Seelenlust (BWV 170)
- Mein Herze schwimmt im Blut (BWV 199)

## Source de la traduction
- (de) Cet article est partiellement ou en totalité issu de l’article de Wikipédia en allemand intitulé « Georg Christian Lehms » (voir la liste des auteurs).